# Craig Davidson
Pour les articles homonymes, voir Craig Davidson (écrivain) et Davidson.
Pas d'image ? Cliquez ici

a Compétitions nationales et continentales officielles uniquement.

b Matchs officiels uniquement.
Dernière mise à jour le 29 janvier 2024.
Craig Davidson, né le 23 février 1977 à King William's Town (Afrique du Sud), est un joueur de rugby à XV qui a joué avec l'équipe d'Afrique du Sud. Il évolue au poste de demi de mêlée.

## Carrière

### En club et province
Craig Davidson joue toute sa carrière professionnelle avec la province des Natal Sharks en Currie Cup, et avec la franchise des Sharks en Super Rugby. Il est contraint de mettre un terme à sa carrière de façon prématurée en 2006, après une série de blessures.

### En équipe nationale
Craig Davidson obtient sa première sélection en équipe d'Afrique du Sud le 15 juin 2002 contre l'équipe du pays de Galles. 
Il dispute son dernier test match contre l'équipe d'Australie le 2 août 2003.

## Palmarès
- 5 test matchs avec l'équipe d'Afrique du Sud entre 2002 et 2003.
- 10 points marqués (2 essais).